# Сахалін (Дніпро)

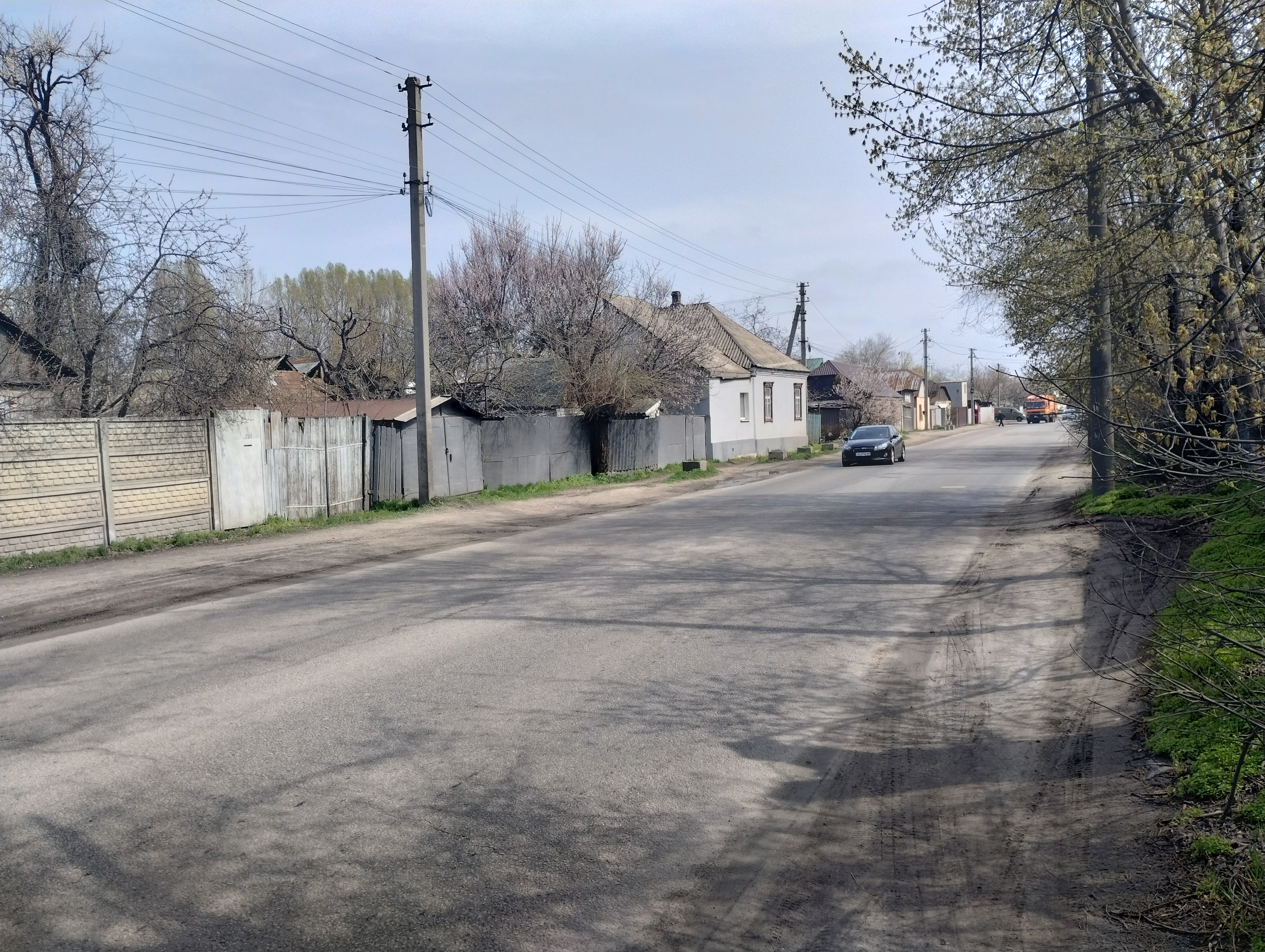
Сахалін. Вулиця Любарського

Сахалін — місцевість на південному сході Амур-Нижньодніпровського й Індустріального районів Дніпра.

## Історія
Селище виникло в кінці  ХІХ -го століття  у зв'язку з початком будівництва у 1871—1873 роках гілки на Катеринослав до сучасного зупинного пункту Амур Лозово-Севастопольської залізниці й продовженням залізничного руху через Дніпро на південний захід через двоярусний міст у 1884 році.
Селище виникає між залізницею на півночі, річкою Дніпро — на півдні, Мануйлівкою — на заході й хутором Бики — на сході. Мешканці селища рентували землю у землевласника Михайла Куриліна.
Назва Сахалін виникла до Української революції. Її пов'язують з назвою селища Амур на заході Мануйлівки. Так само як віддалений від Амура острів Сахалін, так для катеринославців селище Сахалін було віддаленішим за селище Амур, - для досягнення селища Сахалін необхідно було дістатися лівого берегу через Амурський міст, прямувати далі на схід на іншу сторону Мануйлівки. У часи найменування селища Сахалін острів Сахалін на Зеленому Клині був добре відомий через державну програму переселення селян Катеринославської губернії.
До 1925 року Сахалін відносився до катеринославського Задніпров'я й радянського Амур-Нижньодніпровського з центром у Мануйлівці.
На початку 1960-их років на заході Сахаліну забудована 5-поверхівками східна сторона Новомосковського шосе до залізниці. На початку 1970-их років на півдні Сахаліна почали зводити багатоповерховий мікрорайон Сонячний.

## Вулиці
Вулиці: Любарського, Бердянська, Прогресивна, Олени Пчілки, Артільна, Нестора Махна, Планетна, Балакліївська (колишня Мурманська), Теренова (колишня Кропоткіна), Коротка, Азовсталі (колишня Ванцетті), Вільхового Лісу (колишня Степана Разіна), Каспійська, Стрілочна.

## Освіта
Тут розташовані Дніпровський машинобудівний технікум, Вище професійне училище № 55, середні школи № 43, № 57.

## Підприємства
Дніпровський стрілочний завод, Дніпроважпапірмаш, Дніпровська паперова фабрика.

## Транспорт
Трамвай № 9, залізничний зупинний пункт 196 км.